# Peter Volwater
Peter Volwater (Purmerend, 22 mei 1975 - aldaar, 30 juni 2015) was een Nederlandse windsurfer met zeilnummer H-24.

## Biografie
Als 17-jarige kwam Volwater in 1993 in het Dutch Funboard Team, een door oud-surfkampioen Stephan van den Berg opgerichte kweekvijver voor Nederlands surftalent. Datzelfde jaar werd hij Nederlands beste surfer bij de junioren. In 1995 werd Volwater Europees kampioen windsurfen.
Volwater begon zijn professionele windsurfloopbaan via de Professional Windsurfers Association (PWA) in 1996. Hij was een allround windsurfer en deed aan bijna alle disciplines mee; Wave, Slalom, courserace, Speed en Super-X. Alleen het formula course racing deed hij niet. In 1996 en 1999 nam Volwater als beste Nederlandse surfer deel aan het wereldbekertoernooi, waarbij een van de onderdelen plaatsvond in Zandvoort. In 2013 werd hij Nederlands Kampioen op het onderdeel Slalom.
Volwater maakte in 2015 een eind aan zijn leven na een periode van depressies. Na zijn overlijden werd er in de Noordzee bij Velsen-Noord door tientallen surfers afscheid van hem genomen met een paddle out, een Hawaiiaanse traditie om iemand over te dragen aan de zee.
Sinds 2016 reikt de organisatie van de Ronde om Texel jaarlijks de Peter Volwater wisselbokaal uit, aan de deelnemer met de meest in het oog springende prestatie.

## Wedstrijdresultaten

### Lancelin Ocean classics marathon
| Lancelin Ocean classics marathon | Lancelin Ocean classics marathon |
| Jaar                             | Resultaat                        |
| -------------------------------- | -------------------------------- |
| 2014                             | 3e                               |
| 2013                             | 2e                               |
| 2012                             | 1e                               |
| 2010                             | 1e                               |
| 2009                             | 1e                               |
| 2008                             | 1e                               |

### PWA World Tour
| Jaar | Eventnaam                                         | Discipline | Resultaat  | Sponsors           | Bronnen |
| ---- | ------------------------------------------------- | ---------- | ---------- | ------------------ | ------- |
| 2011 | PWA World Cup Mui Ne, Vietnam                     | Slalom     | 9e         | Fanatic/Mauisails  |         |
| 2011 | PWA World Cup Ulsan Korea                         | Slalom     | 10e        | Fanatic/Mauisails  |         |
| 2011 | PWA World Cup Costa Brava                         | Slalom     | 6e         | Fanatic/Mauisails  |         |
| 2011 | PWA World Cup Aruba Hi Winds Grand Slam Pro AM    | Slalom     | 17e        | Fanatic/Mauisails  |         |
| 2011 | PWA World Cup Pozo Gran Canaria                   | Wave       | 33e        | Fanatic/Mauisails  |         |
| 2011 | PWA World Cup Planet Win 362 Tenerife             | Wave       | 17e        | Fanatic/Mauisails  |         |
| 2011 | PWA World Cup Sotavento Fuerteventura             | Slalom     | 8e         | Fanatic/Mauisails  |         |
| 2012 | PWA World Cup Reggio Calabria                     | Slalom     | 4e         | Fanatic/Avanti     |         |
| 2012 | PWA World Cup Ulsan Korea                         | Slalom     | 16e        | Fanatic/Avanti     |         |
| 2012 | PWA World Cup Catalunya Costa Brava               | Slalom     | 28e        | Fanatic/Avanti     |         |
| 2012 | PWA World Cup Pozo Gran Canaria                   | Wave       | 25e        | Fanatic/Avanti     |         |
| 2012 | PWA World Cup Sotavento Fuerteventura             | Slalom     | 17e        | Fanatic/Avanti     | [ 18 ]  |
| 2012 | PWA World Cup Pegasus Airlines Alacati            | Slalom     | 5e         | Fanatic/Avanti     |         |
| 2012 | PWA World Cup Kia Cold Hawaii Klittmoller Denmark | Wave       | 9e         | Fanatic/Avanti     |         |
| 2012 | PWA World Cup Sylt                                | Slalom     | 7e         | Fanatic/Avanti     |         |
| 2012 | PWA World Cup Sylt                                | Wave       | 13e        | Fanatic/Avanti     |         |
| 2013 | PWA Ulsan Korea                                   | Slalom     | 28e        | Fanatic/Avanti     |         |
| 2013 | PWA Costa Brava                                   | Slalom     | 24e        | Fanatic/Avanti     |         |
| 2013 | PWA Gran Canaria                                  | Wave       | ????       | Fanatic/Avanti     |         |
| 2013 | PWA Tenerife                                      | Wave       | 25e        | Fanatic/Avanti     |         |
| 2013 | PWA Alacati Pegasus                               | Slalom     | 26e        | Fanatic/Avanti     |         |
| 2013 | PWA Kia Cold Hawaii                               | Wave       | 17e        | Fanatic/Avanti     |         |
| 2013 | PWA World Cup Sylt                                | Slalom     | 14e        | Fanatic/Avanti     |         |
| 2013 | PWA World Cup Sylt                                | Wave       | No results | Fanatic/Avanti     |         |
| 2014 | PWA Costa Brava                                   | Slalom     | 32e        | Starboard/KA sails |         |